# 条裂叉蕨
条裂叉蕨（学名：Tectaria phaeocaulis）为叉蕨科叉蕨属下的一个种。